# Cementerio Los Fresnos de Carrasco
Conocido como Los Fresnos, el cementerio parque “Jardín Los Fresnos de Carrasco” (1991), es el primer cementerio privado parquizado habilitado en Uruguay. Se encuentra ubicado en el departamento de Canelones, limítrofe con el de Montevideo.

## Orígenes
Hasta principios de los años 1990 había en Uruguay solo dos cementerios privados: Israelita (La Paz, Canelones, 1917) y Británico (Montevideo, 1828).
Una serie de circunstancias (cementerios públicos desbordados, carencias de espacio, decisiones de no construir nuevos cementerios, falta de cuidado, altísimos costos) llevaron a algunos gobiernos departamentales a habilitar el funcionamiento de emprendimientos privados con el objetivo de atenuar la acuciante necesidad social de ubicar los restos mortales del recién fallecido.
En particular estas decisiones se tomaron en los dos departamentos que rodean a Montevideo (San José y Canelones). Cabe destacar que en los tres departamentos nombrados se concentra alrededor del 60% de la población de Uruguay.

## Historia
Desde su inauguración Los Fresnos creció de un modo relativamente rápido. En 1996 recibió una mención por la Asociación Latinoamericana de Cementerios Parque y Servicios de Exequias (ALPAR), como el mejor de América Latina[cita requerida].
Por cada persona inhumada se debe pagar a la Intendencia. Entre 1994 y 2001 el cementerio, realizó 149 inhumaciones sin registrarlas en la necrópolis municipal según detectó la comuna.
Yamandú Orsi, intendente interino de Canelones agregó que al cementerio en estos años nunca se lo controló y que la encargada de hacerlo es la Intendencia, por lo que investigarán quién era el encargado de controlar y no lo hizo.
Sin embargo, motivos financieros y legales, profundizados y acentuados por una inestable situación económica del país, condujeron a la empresa a presentarse a concurso de acreedores (paso previo a la quiebra) en 2009. Pasó entonces a ser gestionado por la autoridad pública. Su rescate se produjo en el año 2011 al ser adquirido y saneado por el Grupo Abbate, propietario de varios emprendimientos en el sector fúnebre y servicios vinculados. Su traspaso se dio mientras el cementerio era investigado por realizar 149 inhumaciones entre 1994 y 2001 sin registrarlas ante la Intendencia de Montevideo, quien es el órgano público encargado del contralor de los cementerios. Esto implicaría que la comuna tampoco recibía el arancel correspondiente. Entre 1991 y 2006 la comuna tampoco realizó los controles pertinentes sobre el cementerio privado. Finalmente el cementerio permaneció abierto. En 2016 continúa operando bajo la nueva administración.

## Arquitectura y paisajismo
Los Fresnos se encuentra sobre un terreno de 12 hectáreas, a 24 kilómetros del centro de Montevideo, en una zona cercana al aeropuerto Internacional de Carrasco. Está en una zona suburbana enmarcado por una “cortina” de árboles que protegen y limitan el enjardinado. Para el parquizado se utilizaron distintas especies de árboles de hoja caduca que posibilitan la luminosidad en el invierno y la diversidad de colores ante el cambio de estaciones. El césped (festuca, bermuda y raigrás) permite un verde uniforme a lo largo del año, aunque manteniéndose la forma de pradera natural. Tiene como complemento un lago artificial con 10 millones de litros de agua de reserva al cual se encuentra conectado un moderno sistema de riego.
Hay solo tres edificios (de sobrias líneas): un enorme edificio semicircular como puerta de entrada donde se ubica la administración, las salas velatorias y los servicios para visitantes. En el interior del parque hay un memorial de idéntico estilo arquitectónico en que se ubican las cenizas de fallecidos. En este mismo edificio se encuentra una capilla pluri-religiosa. El complemento a esta infraestructura viene dado por un horno crematorio.